# Gringo viejo (película)
Gringo viejo es una película mexicana de 1989 basada en la novela homónima de Carlos Fuentes, que tiene como telón de fondo la revolución mexicana. Pese a ser hoy en día una película considerada de arte, IMDb le tiene otorgada una calificación negativa.

## Argumento
Durante la revolución mexicana, convergen tres vidas y dos culturas: Harriet, profesora norteamericana que viaja al país azteca para encontrar un sentido a su vida; Arroyo, general del ejército mexicano, cuya vida gira en torno a la Revolución y a su amor por Harriet; y, por último, Ambrose Bierce, famoso periodista, escritor y aventurero retirado que, a sus 71 años, cabalga por el desierto para unirse a la revolución y vivir así el último episodio de su vida. Nunca se sabrá con seguridad si esta fue o no la verdadera manera en que murió el histórico Bierce: el autor de la novela, Carlos Fuentes, supo de este posible desenlace a través de amigos en el norte de México.
En su artículo titulado "Gringo Viejo: dos culturas y una lucha", publicado en la Revista Letraceluloide, Rosita Catalina Isaza Cantor sostiene que el Ambrose Bierce que nos muestra la película, interpretado por Gregory Peck, es un Bierce vital, dotado de tal espíritu combativo y de rebeldía, que era capaz de dejarlo todo en su país para partir hacia un México inmerso en las luchas de la Revolución Mexicana; sabiendo incluso, como él mismo lo afirma, que “ser un gringo, en México, es una eutanasia”, especialmente dentro del agitado contexto político de entonces. Será en el país vecino donde Ambrose Bierce encuentre un entorno propicio para las impetuosas necesidades de su ser, y el lugar propicio para morir. 
Su historia en México habrá de confluir con la de Harriet, una institutriz solterona compatriota suya que encuentra precisamente en las palabras del propio Bierce el detonante para decidir tomar un rumbo geográfico similar. Jane Fonda encarna en el filme a esta mujer que, luego de escuchar el discurso proferido por el escritor ante una multitud que lo aclama por la publicación de su colosal diccionario, decide partir hacia tierras vecinas como forma de dar respuesta a su propia necesidad de escapar de los convencionalismos impuestos por su madre y por su condición de “huérfana”, o mejor, abandonada, de un excombatiente de guerra. Allá termina enamorada y siendo la amante del general del Ejército Mexicano, Arroyo, quien finalmente muere ejecutado.
Bajo el amparo de una revolución que no les es del todo propia, ambos habrán de encontrar una forma de dotar de sentido una existencia que, de una forma u otra, no responde a la exigencia de su ser. Será dentro del marco de la guerra que confluyan tres vidas y dos culturas que, a pesar de su cercanía geográfica, se desvelan muy distintas. 
La Revolución Mexicana se convierte, entonces, en el marco alrededor del cual se tejerá la trama de la adaptación cinematográfica de la obra de Fuentes. El espectador, a través del recuento de las vivencias de Bierce, se ve enfrentado a un escenario en el que la vida se vive al límite: amor, guerra, lucha por la sobrevivencia, la misma ejecución del general Arroyo, la decisión de dejarlo todo y partir hacia un país en revolución. Los dos gringos, separados de su tierra natal, se enfrentan a la situación crítica en un país que les es ajeno, en una lucha que no es la de ellos en el sentido político, pero a la que terminan llegando por una lucha aún más fuerte, una lucha interna que desafía sus propias potencialidades como seres y su valor, y una lucha contra una sociedad llena de prejuicios y falsas apariencias. Del mismo modo, el escenario de la Revolución da cuenta de un México en el cual la guerra es también una forma de sacar partido en medio de la lucha por el poder, un México como el que se muestra también en Los de abajo o en Pedro Páramo, en el que muchas veces no existe la real convicción en el combate, pues está el peso mayor de la ignorancia. 
Hay entonces una puesta en escena que lleva a reflexionar sobre la identidad de esas dos culturas que entran en contacto y que, al mismo tiempo, describe las luchas inherentes a los propios seres. En términos generales, el filme respeta la esencia del libro en este sentido, sumando a ello que la fotografía, la construcción escenográfica y la excelente interpretación de los personajes sumergen al espectador en el México de principios del siglo XX y en la atmósfera vital, psicológica y política que habrá de marcar no solamente la vida de dos ejércitos, un par de gringos, muchos mexicanos, sino de toda una nación.